# 梅塘镇 (普宁市)
梅塘镇，是中华人民共和国广东省揭阳市普宁市下辖的一个乡镇级行政单位。

## 行政区划
梅塘镇下辖以下地区：
梅塘社区、泗坑村、石鸟村、涂洋村、西山村、溪桥村、大宅村、双湖村、高埔村、田丰村、新光村、桥光村、内联村、内光村、内丰村、远光村、瓜园村、新民村、景光村、长美村、溪南村、大东山村、社山村和安仁村。

## 中国传统村落
2013年8月，溪南古村被评为第二批中国传统村落。